# Лукін Михайло Олексійович
Михайло Олексійович Лукін (1 грудня 1907 — 17 жовтня 1941) — радянський танкіст, учасник боїв на річці Халхін-гол і німецько-радянської війни, Герой Радянського Союзу (1939).

## Нагороди
- Герой Радянського Союзу (17 листопада 1939 (№ 181));
- Два ордени Леніна (17 листопада 1939; 23 вересня 1942, посмертно);
- Орден Червоного прапора.

## Роботи
- «Рейд по японскому тылу» — у книзі «Бои у Халхин-Гола». М., 1940.

## Пам'ять
- Похований в Твері у братській могилі на площі імені В. І. Леніна.
- Пам'ятник на місці загибелі поблизу села Трояново.
- Його ім'ям названо дві вулиці в Твері (1-а Лукіна та 2-й Лукіна).